# Кнежа (Толмин)
Кнежа (словен. Kneža, итал. Chiesa San Giorgio) је насељено место у општини Толмин, Горишка регија, Словенија.

## Историја
До територијалне реорганизације у Словенији био је у саставу старе општине Толмин.

## Становништво
У попису становништва из 2011. године, Кнежа је имао 206 становника.
| Број становника према пописима | Број становника према пописима | Број становника према пописима |
| ------------------------------ | ------------------------------ | ------------------------------ |
| 1991                           | 2002                           | 2011                           |
| 224                            | 213                            | 206                            |

Напомена: Године 2005. извршена је мања размена територија између насеља Кнежа и Темљина.